# Селівон Микола Федосович
Микола Федосович Селівон (30 жовтня 1946, Шестовиця, Чернігівська область, Українська РСР, СРСР) — український правник, суддя та дипломат. Голова Конституційного Суду України (2002—2005). Надзвичайний та Повноважний Посол України в Казахстані (2006—2010).
З листопада 2010 р. по теперішній час — Голова Міжнародного комерційного арбітражного суду при Торгово-промисловій палаті України, Голова Морської арбітражної комісії при Торгово-промисловій палаті України, член Президії Торгово-промислової палати України.

## Життєпис
Народився 30 жовтня 1946 в с. Шестовиця на Чернігівщині. У 1973 закінчив Київський державний університет ім. Т. Г. Шевченка, юридичний факультет. Кандидат юридичних наук.
З 1963 — працював слюсарем-ремонтником.
З 1966 по 1968 — проходив строкову військову службу
З 1973 — стажист-дослідник Інституту держави і права АН УРСР.
З 1979 по 1991 — працює в Раді Міністрів УРСР: старший референт юридичної групи, в.о. завідувача юридичного відділу, завідувач юридичного відділу.
З 1991 по 1996 — заступник міністра Кабінету Міністрів, перший заступник міністра Кабінету Міністрів України.
З вересня 1996 — суддя Конституційного Суду України.
З 19 жовтня 1999 — заступник голови Конституційного Суду України.
З 22 жовтня 2002 по 2005 — голова Конституційного Суду України.
З 10 травня 2006 по 29 червня 2010 — Надзвичайний та Повноважний Посол України в Казахстані.
З листопада 2010 р. по теперішній час — Голова Міжнародного комерційного арбітражного суду, Голова Морської арбітражної комісії при Торгово-промисловій палаті України, член Президії ТПП України.

## Відзнаки та нагороди
- Заслужений юрист України;
- Відзнака Президента України — ювілейна медаль «25 років незалежності України» (2016).[4]
- дійсний член (академік) Національної академії правових наук України[5].

## Праці
Автор низки монографій з правових питань організації та діяльності рад, проблем міжнародного комерційного арбітражу.